# 高橋熊次郎
高橋 熊次郎（たかはし くまじろう、1880年（明治13年）9月24日 - 1957年（昭和32年）11月13日）は、日本の政治家。衆議院議員。初代上山市長。

## 来歴・人物
福島県信夫郡瀬ノ上村（現・福島市瀬上町）に、醤油醸造業の宍戸家に生まれる。1903年に東京高等商業学校（現一橋大学）を卒業後、セントルイスのブライアント・ストラットン商業大学に学ぶ。1906年に帰国し、山形県南村山郡上山十日町高橋家に婿入りする。
山形商業銀行、山形自由新聞社各取締役、上山電気社長を務める。
1914年10月、上山町の西北部山麓地帯にある金井村黒沢の部落林約7町歩を買収、さらに隣接する上山町三千刈の民有地約8町歩を買収して果樹園、畜産、酪農の農園を造成した。のちに「高橋農園」と称したうえで、果樹試験栽培に積極的に行い、洋種の葡萄の栽培状況が良いことを発見。その後、デラウェア、カルメス、ブライト、甲州などの高級葡萄品種の栽培研究を続け、特にデラウェアがこの地方の気候や地質に最も適合することを確認、その普及を図った。
1917年に上山町会議員、1919年に山形県会議員に当選（当時は町会議員と兼職可）。1924年（大正13年）第15回衆議院議員総選挙で衆議院議員に初当選し、以来連続7回当選した。その間、犬養内閣の外務参与官、土木会議議員、農林省経済更生部参与、立憲政友会総務などを歴任。1933年、明治製菓の工場を上山町に誘致成功。1934年に勲四等瑞宝章を下賜。1940年に勲三等瑞宝章を受章。1947年に公職追放となるが、1950年に追放解除となると自由党山形県支部顧問を務めた。
1951年に山形県消防協会長、山形県社会福祉協会会長、山形県養蚕販売農業協同組合連合会長、山形県農業委員会協議会理事などに選任される。
1952年5月、藍綬褒章を受章。
1954年10月1日に上山市市制施行となり、市長選に出馬。旧上山町長であった松本長兵衛との一騎打ちを制し、初代上山市長となる。（高橋熊次郎：13,107票、松本長兵衛5,997票）
1957年2月に体調不良を理由に任期途中で市長を退任。同年11月13日に死去した。

## その他
- 上山市役所庁舎前に銅像が設置されている。
- 政界や市民からは「たかくま」や「たかくまさん」の愛称で呼ばれ親しまれた。
- 葡萄の栽培研究に尽力したことから「上山のぶどうの父」とも呼ばれる。